# Władysław Matwin
Władysław Wojciech Matwin (ur. 17 lipca 1916 w Grodźcu, zm. 21 października 2012 w Warszawie) – polski polityk komunistyczny, matematyk, jeden z pionierów polskiej informatyki, poseł na Sejm PRL I, II i III kadencji.

## Życiorys

### Do 1939
Był synem Władysława i Marii. Ojciec, sztygar na kopalni, sympatyzował z Polską Partią Socjalistyczną, a matka – z Komunistyczną Partia Polski. Po rozwodzie rodziców wraz z matką znalazł się w Poznaniu, gdzie studiował ekonomię. W tym czasie należał do KPP i Komunistycznego Związku Młodzieży Polski. Był sekretarzem Komitetu Dzielnicowego KZMP. W styczniu 1935, w trakcie organizowania tzw. Dnia 3 L ku czci Róży Luksemburg, Karola Liebknechta i Włodzimierza Lenina, został aresztowany i skazany na 3 lata więzienia (odsiedział 20 miesięcy w Rawiczu). Konsekwencją wyroku był wilczy bilet – zakaz wstępu na uczelnie w Polsce. Po wyjściu z więzienia wyjechał do Czechosłowacji, gdzie w Brnie studiował chemię. Do kraju powrócił wiosną 1939. Chciał wstąpić do wojska, ale został uznany za niebezpiecznego przestępcę i otrzymał 10-letni zakaz służenia w polskim wojsku.

### II wojna światowa
W czasie II wojny światowej przebywał na terytorium Związku Radzieckiego. Najpierw pracował jako górnik, a po wypadku – w hucie stali i studiował wieczorowo w Instytucie Metalurgii. Przez krótki czas był w Armii Czerwonej, z której – ze względu na pochodzenie – został usunięty. Później pracował przy budowie kolei. Następnie przebywał w Tbilisi. Później dotarł do armii Berlinga do Riazania, gdzie w szkole oficerskiej wykładał politykę i wiedzę o świecie. W 1944 należał do korpusu oficerów polityczno-wychowawczych 1. Dywizji Piechoty im. Tadeusza Kościuszki. W 1944 został wysłany do Teheranu, gdzie Związek Patriotów Polskich (w którym działał) utworzył placówkę, której głównym zadaniem było dotarcie za pomocą audycji radiowych i gazet do tutejszej Polonii, a przede wszystkim żołnierzy armii Władysława Andersa.

### Polityk
W 1945 Władysław Matwin został wezwany do Moskwy, gdzie został chargé d’affaires w polskiej ambasadzie. W 1946 wrócił do Polski i pełnił funkcję instruktora Komitetu Centralnego. W 1947 i 1948 był I sekretarzem Komitetu Wojewódzkiego Polskiej Partii Robotniczej we Wrocławiu. Przebywał też przez rok w Davos w Szwajcarii, gdzie leczył oczy (w wyniku choroby groziła mu utrata wzroku). Wraz z PPR przystąpił do Polskiej Zjednoczonej Partii Robotniczej, zasiadając do czerwca 1964 w jej Komitecie Centralnym (utrzymał również funkcję I sekretarza Komitecie Wojewódzkim we Wrocławiu, którą pełnił do 1949). W latach 50. związany z frakcją puławian. W 1963 został – na własną prośbę – zwolniony z pracy.
W latach 1949–1952 był przewodniczącym Zarządu Głównego Związku Młodzieży Polskiej. W listopadzie 1949 został członkiem Ogólnokrajowego Komitetu Obchodu 70-lecia urodzin Józefa Stalina. Sygnatariusz apelu sztokholmskiego w 1950. Od grudnia 1952 do lutego 1954 był I sekretarzem Komitetu Warszawskiego PZPR. Od 1954 do marca 1956 i ponownie od listopada 1956 do marca 1957 był redaktorem naczelnym „Trybuny Ludu”. Od listopada 1954 od stycznia 1955 kierował Wydziałem Organizacyjnym KC PZPR, a następnie do listopada 1963 był sekretarzem KC (do marca 1956 odpowiedzialnym za oświatę). W 1957 ponownie został skierowany do Wrocławia, gdzie objął stanowisko I sekretarza Komitetu Wojewódzkiego PZPR, pełniąc je do 1963.
W latach 1952–1965 Władysław Matwin był również posłem na Sejm PRL I, II i III kadencji.

### Polityczna emerytura
W 1963 podjął studia matematyczne i w 1966 uzyskał dyplom z teorii automatów. W następnym roku został dyrektorem Centralnego Ośrodka Doskonalenia Kadr Kierowniczych, ale w 1968 stracił to stanowisko za brak zgody na żądanie usunięcia z CODKK pracowników pochodzenia żydowskiego. Podjął pracę starszego technologa we Włochach, a w 1970 – w  Instytucie Maszyn Matematycznych; w 1973 został dyrektorem Zakładów Elektronicznej Techniki Obliczeniowej. W latach 1976–1991 pracował na pół etatu w Instytucie Badań Systemowych Polskiej Akademii Nauk.

## Ordery i odznaczenia
- Krzyż Kawalerski Orderu Odrodzenia Polski (19 lipca 1946)[7]
- Odznaka XV-lecia Wyzwolenia Dolnego Śląska (1960)[8]